# (1081) Reseda
(1081) Reseda és un asteroide que forma part del cinturó d'asteroides i va ser descobert per Karl Wilhelm Reinmuth des de l'observatori de Heidelberg-Königstuhl, Alemanya, el 31 d'agost de 1927.
Inicialment va ser designat inicialment com 1927 QF. Més tard es va anomenar per la Reseda, un gènere de plantes de la família de les resedàcies.
Reseda està situat a una distància mitjana de 3,096 ua del Sol, podent allunyar-se'n fins a 3,551 ua i acostar-s'hi fins a 2,641 ua. La seva inclinació orbital és 4,205° i l'excentricitat 0,1468. Empra 1990 dies a completar una òrbita al voltant del Sol.